# Darp
Darp (52° 47′ N, 6° 12′ L) é uma cidade dos Países Baixos, na província de Drente. Darp pertence ao município de Westerveld, e está situada a 19 km, a oeste de Hoogeveen.
Em 2001, a cidade de Darp tinha 507 habitantes. A área urbana da cidade é de 0.17 km², e tem 189 residências. 
A área de Darp, que também inclui as partes periféricas da cidade, bem como a zona rural circundante, tem uma população estimada em 580 habitantes.